# 尼崎本線料金所
尼崎本線料金所（あまがさきほんせんりょうきんじょ）は、かつて兵庫県尼崎市南城内にあった阪神高速道路3号神戸線の本線料金所。環状線・大阪市内方面のみに設置されていた。
2016年11月の神戸線集中工事の際に廃止された（同時に武庫川入口料金所が開設された）。
跡地には現在、尼崎PAがある。

## 道路
- 阪神高速3号神戸線

## 料金所

### 環状線・大阪市内方面
- ブース数：8
  - ETC専用：4（時間帯や混雑等によってはETC/一般）
  - 一般：4

## 隣
阪神高速3号神戸線
(3-06)尼崎東出口 - 尼崎TB（廃止）/尼崎PA - (3-07)武庫川出入口